# Domaine d'Aiglemont
Le domaine d'Aiglemont est une propriété située à Gouvieux, dans le département de l'Oise en France. Il abrite le secrétariat et était la résidence de Karim Aga Khan IV. Il est le siège du Réseau Aga Khan pour le développement (Aga Khan Development Network), l'un des plus grands réseaux de développement international dans le monde.